# Hội trăng
Hội trăng là một album tuyển tập theo chủ đề của ca sĩ Thu Phương, được sản xuất bởi ca sĩ Thu Phương và nhạc sĩ Dương Trường Giang, được phát hành bởi công ty quản lý của cô D&D Entertainment vào ngày 12 tháng 9 năm 2016 tại Việt Nam. Album lấy chủ đề lễ hội và mang âm hưởng bắc bộ, được ra mắt vào dịp Trung thu. Trong sản phẩm âm nhạc này, cô kết hợp cùng một loạt các tên tuổi nhà sản xuất âm nhạc trong nước. Đĩa nhạc là sự hòa trộn giữa các thể loại âm nhạc như nhạc dân gian, rock, nhạc điện tử. Đây cũng là album đầu tiên đánh dấu sự trở lại của Thu Phương trên thị trường băng đĩa Việt Nam sau 15 năm. Với chỉ 19 ngày thực hiện, Hội trăng là đĩa nhạc được làm trong thời gian nhanh nhất ở Việt Nam.
Album ngay sau khi phát hành một tuần đã nhận được những đánh giá tích cực, đồng thời vươn lên vị trí dẫn đầu tuần 37 & 38 trên BXH album hot của năm. Hội trăng cũng là đĩa nhạc được Hãng hàng không Quốc gia Việt Nam - Vietnam Airlines lựa chọn chơi độc quyền phục vụ trong chương trình giải trí trên các chuyến bay quốc tế có thời gian bay từ 3 tiếng trở lên.

## Hoàn cảnh ra đời
Đĩa nhạc ra đời đúng vào cột mốc 30 năm ca hát của cô, Thu Phương cho biết, ″Hội trăng″ được thực hiện và hoàn tất chỉ trong vòng 19 ngày từ khâu lên ý tưởng, thu âm, ra mắt đĩa. Đối với riêng nữ ca sĩ, sản phẩm này đưa cô trở về với thời kỳ đầu tiên cầm mic với những bản nhạc hơi hướng rock sôi động. Album Hội trăng gồm 8 bản nhạc cũ và mới, được hòa âm theo hai thể loại chính là electronic (điện tử) và rock ballad. Hình thức làm mới những ca khúc cũ bằng nhạc điện tử không phải là điều gì quá mới mẻ tại Việt Nam nhưng đĩa nhạc Hội trăng vẫn có những điểm sáng tạo riêng. Bên cạnh đó, hai ca khúc mới - Thương của Hoàng Dũng và Together Vietnam của Dương Trường Giang cũng có những nét thú vị riêng.

## Chủ đề
"Hội Trăng" đưa tới người nghe một hành trình bằng âm nhạc, ca ngợi những nét đẹp tinh hoa của truyền thống văn hóa Việt Nam. Ở đó có những hình ảnh giản dị, thân thương của miền quê, có những thanh âm của hội làng, có bát cơm thơm ngát mùi bình yên.
"HỘI" để góp tiếng cười và những gương mặt quen.
"TRĂNG" để sáng mãi miền đất đầy tình người và niềm tự hào thiêng liêng.

## Danh sách ca khúc
| STT | Nhan đề                                | Sáng tác                 | Sản xuất                         | Thời lượng |
| --- | -------------------------------------- | ------------------------ | -------------------------------- | ---------- |
| 1.  | "LK Trống cơm - Cây đa quán dốc"       | Dân ca - Quang Vinh      | Tùng Acoustic ft. Violinist FatB | 3:29       |
| 2.  | "Hồ trên núi"                          | Phó Đức Phương           | Cao Nhật Trung                   | 5:18       |
| 3.  | "Con cò"                               | Lưu Hà An                | Phạm Hải Âu                      | 5:11       |
| 4.  | "LK Đưa cơm cho mẹ đi cày - Về ăn cơm" | Hàn Ngọc Bích - Sa Huỳnh | P-Fam                            | 3:47       |
| 5.  | "Mái đình làng biển"                   | Nguyễn Cường             | Cao Nhật Trung                   | 5:08       |
| 6.  | "LK Giếng làng - Ôi quê tôi"           | Lê Minh Sơn              | P-Fam                            | 4:39       |
| 7.  | "Thương"                               | Hoàng Dũng               | Minh Hoàng                       | 5:02       |
| 8.  | "Together Vietnam" (bonus track)       | Dương Trường Giang       | Cao Nhật Trung                   | 4:04       |

## Đánh giá
Album ngay sau khi phát hành một tuần đã nhận được những đánh giá tích cực, đồng thời vươn lên vị trí dẫn đầu tuần 37 trên BXH album hot của năm.Hội trăng cũng là đĩa nhạc được Hãng hàng không Quốc gia Việt Nam - Vietnam Airlines lựa chọn chơi độc quyền phục vụ trong chương trình giải trí trên các chuyến bay quốc tế có thời gian bay từ 3 tiếng trở lên. Tuy nhiên một số tờ báo đưa ra nhận định, chất giọng của Phương không phù hợp đối với thể loại dân gian đồng thời thời gian hoàn thành dự án siêu tốc nên đĩa nhạc chưa thực sự trọn vẹn.

## Phát hành vật lý và trực tuyến
Album được phát hành với 3 phiên bản: phiên bản CD vật lý (limited edition) với bìa đĩa hình bánh trung thu, phiên bản CD vật lý được phát hành chính thức tại thị trường băng đĩa Việt Nam và phiên bản phát hành online trên các trang nghe nhạc trực tuyến Việt Nam.

## Phát hành video
- Ca khúc "Thương" (Hoàng Dũng) trích từ album được Thu Phương lựa chọn quay video clip và được thực hiện tại làng cổ Đường Lâm, Hà Nội. Video được phát hành trực tuyến trên trang youtube chính thức của Thu Phương.
- Tham gia sản xuất

Đạo diễn: Vũ Hồng Thắng
Quay phim: Minh Nhí
Sản xuất: Quỳnh Wolfox
Hình ảnh: Việt Trần
Chỉnh màu, chỉnh video: Vũ Tuấn

## Tham gia sản xuất
- Giám đốc sản xuất: Dương Trường Giang
- Giám đốc sáng tạo: Cao Trung Hiếu
- Hỗ trợ phát hành: Nguyễn Quang Long
- Thu âm và mix master: Kiên Ninh Studio
- Thiết kế bìa đĩa: Tim Phạm